# Поручительство
Поручи́тельство — обязательство субъекта (поручителя) перед кредитором за то, что заёмщик (порученный) исполнит своё обязательство перед этим кредитором. 
Отношения поручительства по общему правилу возникают в результате заключения особенного договора — договора поручительства. Поручительство выступает в качестве одного из способов обеспечения исполнения обязательств.

## Содержание поручительства
Поскольку сам по себе договор поручительства непременно создаёт обязательства для поручителя, обязательной стороной этого вида договора является именно поручитель. Другой стороной договора поручительства может быть как кредитор по основному обязательству, так и любое иное лицо, включая и должника. В том случае, когда договор поручительства заключён поручителем не с кредитором, такой договор носит характер договора в пользу третьего лица — кредитора.
Поскольку поручительство снижает вероятность неудовлетворения интереса кредитора, оно является обеспечением. К этому же виду обязательств поручительство относится и в силу официальной классификации ГК РФ.
Важной особенностью поручительства, существенно отличающей его от гарантии, является то, что обязательство по нему носит характер дополнительного (акцессо́рного) по отношению к основному обязательству. Это, в частности, означает, что прекращение основного обязательства по любому из оснований, прекращает и обязательство поручительства.
Кроме того, особенностью поручительства является и то, что вне зависимости от договорённости сторон, к поручителю, исполнившему обязательство перед кредитором, непременно переходят права кредиторского требования в том объёме, в котором поручитель исполнил свои обязательства.
В течение длительного времени в литературе шли споры о том, допустимо ли заключение договора поручительства до того момента, как возникло основное обязательство. В настоящее время этим спорам положен конец специальной оговоркой, сделанной в ст. 361 ГК РФ — такое возникновение договора поручительства возможно.
Некоторые виды поручительства возникают не в результате заключения договора, а в результате условия в ином договоре (делькредере) или в результате особенным образом оговоренных действий (аваль).

## Прекращение поручительства
Поручительство прекращается:
1. С исполнением обязательства обеспеченного поручительством.
2. С отказом кредитора принять надлежащее исполнение обязательства должником.
3. С изменением обязательства, обеспеченного поручительством, влекущим за собой ответственность или иные неблагоприятные последствия для поручителя, если последний не дал согласия на эти изменения.
4. Поручительство прекращается с переводом на другое лицо долга по обеспеченному поручительством обязательству, если поручитель не дал согласия отвечать за нового должника.